# Anarthrophyllum ornithopodum
Anarthrophyllum ornithopodum är en ärtväxtart som beskrevs av Noel Yvri Sandwith. Anarthrophyllum ornithopodum ingår i släktet Anarthrophyllum och familjen ärtväxter. Inga underarter finns listade i Catalogue of Life.